# Domingos Fernandes Lana
Domingos Fernandes Lana foi um sertanista brasileiro que na primeira década do século XIX  explorou a vertente ocidental da serra de Caparaó, no Leste de Minas Gerais, juntamente com os índios nativos, estabeleceu comércio de ipecacuanha e abriu caminho para diversos pontos, recebendo o título de desbravador do local.
Em 1841, partindo de Viçosa, Domingos Fernandes Lana, oriundo de Araponga, invadiu a mata, acompanhado de índios Puris catequizados e escravos. Procuravam poáia (planta medicinal, da família das rubiáceas que fornece a emetina), e nas proximidades da atual cidade de Caratinga acamparam para a exploração. Durante alguns anos percorreram a pé as imediações, comerciando com nativos. Afinal se retiraram. Em princípios de 1848 três outros aventureiros chegaram ao local. Traziam famílias e rebanho, com o propósito de radicarem-se.
Acompanhando o curso do rio Caratinga, denominação indígena indicativa de um tipo de batata abundante em lugares de água estagnada, foram encontrar os caudais do rio Manhuaçu e Cuieté.